# Medalla de honor a los vencedores de los Campos de Caseros
La Medalla de honor para los vencedores de los Campos de Caseros fue una condecoración militar de Uruguay que entregó el gobierno uruguayo en 1852 a los miembros de la División Oriental que participó en la Batalla de Caseros y posteriormente en 1853 a todos los ciudadanos que combatieron en esa acción militar, como homenaje a los participantes y en conmemoración de la victoria oriental junto con las fuerzas del Imperio del Brasil y del General Justo José de Urquiza frente a las fuerzas de Juan Manuel de Rosas.

## Historia
Tras la victoria de la División Oriental al mando del Coronel César Díaz, las fuerzas imperiales brasileñas y las del General en Jefe Justo José de Urquiza en la Batalla de Campos de Caseros, las fuerzas uruguayas fueron recibidas en Montevideo con entusiasmo. En ese clima de festejo, previo a la elección del nuevo presidente por la Asamblea General, el presidente saliente Joaquín Suárez dispuso, mediante el decreto del 13 de febrero de 1852, realizar un homenaje del gobierno a quienes actuaron en esa batalla. Tras el regreso de la División Oriental ya iniciada la administración Giró, el Gobierno declaró feriado al día de desembarco de los batallones.
Tres meses después, se realizó el homenaje en la Plaza de la Constitución, a la que concurrieron vestidos de gala los batallones que protagonizaron la campaña en Campos de Caseros: los cuatro batallones de infantería y su batería de artillería al comando de los coroneles Palleja, Solsona, Lezica, Abella y Mitre, quienes se ubicaron al frente de las unidades militares. La plaza estaba abarrotada de público y el festejo fue acompañado por bandas militares.
A la hora de entrega de las medallas, en el Cabildo, el presidente entrante Juan Francisco Giró procedió a saludar a los Jefes y condecorarlos con la medalla; estos entregaron las medallas a los oficiales; y a su vez los oficiales condecoraron a la tropa subalterna. El Presidente Giró después proclamó un discurso a los combatientes.
Un año después de esta ceremonia, el General Anacleto Medina y los Coroneles Ramón Cáceres y Wenceslao Paunero acudieron al gobierno pidiendo que se les concediera esta misma condecoración, con la misma formalidad que la entregada a César Díaz, debido a que ellos también habían participado en la batalla de Caseros.
Esto inició una polémica que enervó la división de la sociedad que hasta hace poco mantenía enfrentados a los uruguayos durante la Guerra Grande. Los legisladores estaban de acuerdo en que era justo el reclamo de Medina, Cáceres y Paunero, pero no en cuanto a la forma de hacer lugar al premio. Para algunos el decreto del gobierno de Suárez era indiscutible, mientras que para los otros este debía ser ratificado por la Asamblea General, al haber sido dispuestos en una situación en infracción a la Constitución de la época, entendiendo que era el Cuerpo Legislativo quien estaba facultado para conceder esos honores. La prensa también tuvo una actitud crítica, y el diputado Juan Carlos Gómez intentó iniciarle juicio político al Presidente Giró, causa que el Partido Colorado apoyó.
Finalmente, para terminar con la controversia, se sancionó la Ley N° 311 del 18 de marzo de 1853, por la que se le dio aprobación legal a la medalla creada por el citado decreto y se extendió la posibilidad de ser condecorados con ella a todos los ciudadanos que combatieron en aquella batalla, en comisión o con permiso del Gobierno.

## Características

### Medalla
La medalla fue de facturación artesanal, caracterizada por su forma oval, acuñada en oro para los jefes (desde coronel hasta sargento mayor), en plata para los oficiales (desde capitán hasta subteniente) y en cobre (o latón) para la tropa. Para el Jefe de la División Oriental, el Coronel César Díaz, el asa de la medalla de oro era una corona de laurel sobrepuesta, en tanto que para los demás no tenía este detalle.
En su anverso, a lo largo del cordón (o borde) de la medalla figuraba el texto "El Gobierno de la República Oriental del Uruguay" y en el centro "Al vencedor de los Campos de Caseros". En el reverso se encontraba el texto "3 de Febrero de 1852".
La medalla pendía de una cinta azul celeste y debía ser colocada en el lado izquierdo del pecho.

### Otros
Junto con la medalla se le entregaba al condecorado un diploma en el que estaba impreso el nombre y grado del condecorado y estaba transcrito el decreto que creó esta condecoración, firmado por el Ministro de Guerra y Marina y sellado con el sello de la República.

## Otorgamiento
Esta medalla se otorgó a los miembros de la División Oriental comandada por el Coronel César Díaz bajo el mando del General argentino Justo José de Urquiza, que participaron en la batalla en los Campos de Caseros el 3 de febrero de 1852. También se le otorgó a todos los ciudadanos que combatieron en la batalla, en comisión o con permiso del Gobierno.